# Bilocate
Bilocate est un groupe de metal progressif extrême oriental jordanien, originaire d'Amman. Formé en 2003, le groupe est actuellement signé au label Code666 Records et compte trois albums à son actif et une démo. Leur album Summoning the Bygones reprend une grande partie des titres du premier album mais en version totalement réécrite. Ce groupe issue du Moyen-Orient est l'un des seuls à être signé chez un grand label européen (Code666 Records), et ont comme producteur Dan Swano.

## Biographie
Bilocate est formé par Ramzi Essayed. Leur premier album studio, Dysphoria, est publié en hiver 2005, et significativement diffusé sur la radio gouvernementale locale Jordan FM, accompagné d'un show de 5 heures dédié au groupe le 27 octobre la même année. Ils publient un clip de la chanson 2nd War in Heaven. Un second clip, pour Days of Joy, est produit par Jacknife Video Productions. Bilocate recrute un nouveau batteur, Ahmad Kloob, à la fin de 2006, et se lance dans un nouvel album.
En juillet 2008, Sudden Death Syndrome est publié, mixé et masterisé par Jens Bogren (Opeth, Bloodbath, Katatonia, Paradise Lost, et autres). L'album est bien accueilli par les magazines et la presse spécialisée comme  Decibel et Blabbermouth.net. L'album est auto-publié puis distribué aux États-Unis via The Omega Order, branche de distribution de The End Records. En décembre 2008, le magazine Terrorizer décrit Sudden Death Syndrome, comme un « morceau sophistiqué et délicieux qui aide le death metal jordanien à se faire une place déterminante sur la scène internationale. » L'album fait la une de plusieurs presses et d'interviews avec Terrorizer et Metal Hammer. Le webzine Metal Storm nomme l'album pour un Best Doom Metal Album Award ; l'album de Bilocate termine à la sixième place (sur dix).
La musique heavy metal fait toujours polémique en Jordanie, comme le suggère une brève interview avec Terrorizer, en décembre 2008, durant laquelle Rami Haikal explique : « On nous a dit de dissoudre le groupe et d'arrêter de publier de la musique par tous les moyens. » En 2009, le groupe est interdit de jouer au Liban. En 2012, le groupe signe au label Code666 Records. En novembre 2012, le groupe annonce un nouvel album et des dates de tournées pour 2013, année qui marque sa dixième année d'existence.

## Membres

### Membres actuels
- Ramzi Essayed - chant (depuis 2003)
- Hani Al Abadi - basse (depuis 2003)
- Waseem Essayed - claviers (depuis 2003)
- Baha Farah - guitare solo (depuis 2003)
- Rami Haikal - guitare rythmique (depuis 2003)
- Ahmad Kloub - batterie (depuis 2006)

### Ancien membre
- Ibrahim Al Qaisi - batterie (2006)

### Membre de session
- Ala' Faraj - guitare (depuis 2008)